# Arado E.381
Арадо E.381 (нем. Arado E.381 „Kleinstjager“, рус. „Малый истребитель“ ) — проект немецкого ракетного истребителя-перехватчика, оснащённого жидкостным ракетным двигателем (ЖРД). Разработан в декабре 1944 года фирмой «Арадо». Предполагалось, что перехватчик будет подниматься в воздух подвешенным под фюзеляжем бомбардировщика Ar 234 и после отцепления от самолёта-носителя на высоте превышающей на 1000 м высоту полёта соединений  бомбардировщиков противника, должен их атаковать в режиме пикирования. ЖРД включался для выполнения повторной атаки. Работы по проекту были отменены из-за отсутствия финансирования и трудного положения Германии на фронте в конце Второй мировой войны.
Возвращение на базу после выполнения боевого задания осуществлялось в планирующем режиме с посадкой на выдвижную подфюзеляжную лыжу, в случае необходимости при пробеге можно было использовать тормозной парашют. Проект выполнялся в трёх вариантах. Для повышения живучести в бою фюзеляж истребителя был спроектирован как можно более плоским во фронтальной плоскости, поэтому лётчик располагался в кабине лёжа.

## Разработка
Ближе к концу Второй мировой войны, в декабре 1944 года, немецкие производители самолётов «Арадо», BMW, «Гота», «Хейнкель», «Хеншель» и «Цеппелин» представили свои проекты малого самолёта с ракетным и воздушно-реактивным двигателем, который предназначался бы для воздушного боя или уничтожения точечных наземных целей. Все проекты предполагали эксплуатацию самолёта при больших нагрузках, действующих на конструкцию. Перегрузки превышали максимально допустимые значения, которые способен был выдержать лётчик в сидячем положении. Поэтому для уменьшения перегрузок, действующих на пилота, конструкторы расположили его в лежачем положении. Данное решение также позволило сократить поперечное сечение фюзеляжа, вес и аэродинамическое сопротивление. Кроме того меньшее сечение фюзеляжа позволило снизить вероятность попадания по самолёту вражеских снарядов.
Фирма «Арадо» предложила Министерству авиации проект истребителя E.381, который предназначался для уничтожения бомбардировщиков союзников. Предполагалось, что перехватчик будет подниматься в воздух подвешенным под фюзеляжем реактивного бомбардировщика Ar 234. Проект выполнялся в трёх вариантах — Ar E.381-I, Ar E.381-II и Ar E.381-III. Все оснащались ЖРД Walter HWK 109-509. После отцепления от самолёта-носителя E.381 должен был атаковать в режиме пикирования. ЖРД включался для выполнения повторной атаки. Возвращение на базу после выполнения боевого задания осуществлялось в планирующем режиме с посадкой на выдвижную подфюзеляжную лыжу. Ни один из вариантов истребителя не был завершён. Несколько деревянных планеров и один макет были построены в 1944 году для обучения лётчиков. Проект был закрыт из-за отсутствия средств и интереса со стороны Министерства авиации.

## Варианты

### Арадо E.381-I

Графическая модель Arado E.381-I.

Данный вариант истребителя имел высокорасположенное прямоугольное крыло, разнесённое вертикальное оперение, закреплённое на концах горизонтального оперения. Кабина, в которой лётчик располагался лёжа, представляла собой вставленную в фюзеляж стальную трубу с толщиной стенки 5 мм. Носовой застеклённый обтекатель имел внутри защитный экран из бронестекла толщиной 140 мм. Два бака с горючим C-Stoff и один с окислителем T-Stoff располагались за кабиной, между лётчиком и двигателем. В обтекателе над фюзеляжем устанавливалась одна 30-мм пушка MK 108 с боекомплектом в 60 снарядов (по некоторым данным — в 45). Ar E.381-I оснащался ракетным двигателем Walter HWK 109-509B, размещённым в хвостовой части фюзеляжа. Доступ в кабину был через верхний бронированный люк, поэтому до отделения от самолёта-носителя лётчик не мог покинуть кабину. Посадка осуществлялась на выдвижную подфюзеляжную лыжу, в случае необходимости при пробеге можно было воспользоваться тормозным парашютом.

### Арадо E.381-II
Второй вариант Ar E.381-II имел несколько улучшенный обзор из кабины, увеличенные размах крыла и длину фюзеляжа. В качестве двигателя использовался ЖРД Walter HWK 109—509 A-2 с тягой 1700 кгс. Вооружение — одна пушка MK 108 с 45-ю снарядами.

### Арадо E.381-III
Третий вариант имел увеличенные габариты по сравнению со вторым вариантом. Форма сечения фюзеляжа приближалась к треугольной. Теперь входной люк устанавливался  сбоку. Это было сделано для того, чтобы обеспечить возможность лётчику в случае аварийной ситуации покинуть самолёт до отделения от носителя. Вместо пушки в качестве вооружения предполагалось использовать шесть ракет RZ 65, подвешиваемых под крылом.

Схема конструкции E.381-II.

### Сравнительная оценка[11]
| Вариант | Длина  | Размах крыла | Высота | Площадь крыла | Масса пустого | Взлётный вес | Максимальная скорость |
| ------- | ------ | ------------ | ------ | ------------- | ------------- | ------------ | --------------------- |
| I       | 4,69 м | 4,43 м       | 1,29 м | 5 м²          | 830 кг        | 1200 кг      | 900 км/ч              |
| II      | 4,95 м | 5 м          | 1,15 м | 5 м²          | N/A           | 1265 кг      | 885 км/ч              |
| III     | 5,7 м  | 5,05 м       | 1,51 м | 5,5 м²        | N/A           | 1500 кг      | 895 км/ч              |

## Тактико-технические характеристики

Проекции самолёта Arado E.381-I

Приведённые ниже характеристики соответствуют модификации Arado E.381-I:
Технические характеристики
- Экипаж: 1 человек
- Длина: 4,69 м
- Размах крыла: 4,43 м
- Высота: 1,29 м
- Площадь крыла: 5 м²
- Масса пустого: 830 кг
- Максимальная взлётная масса: 1200 кг
- Двигатель: 1 × ЖРД Walter HWK 109-509B

Лётные характеристики
- Максимальная скорость: 900 км/ч на 8000 м

Вооружение
- Стрелково-пушечное: 1 × 30-мм пушка MK 108
- Ракетное: 6 × RZ73 (для модификации III)